# ガールズネクスト
Girl's Next（ガールズネクスト）は、日本の女性アイドルグループ。歌手の松崎しげるによる総合プロデュースで誕生した。
「ファン0人から2000人ライブを目指す」というコンセプトで結成。2009年からメンバーのオーディションを開始し、2010年5月にデビューした。
デビュー当初は「歌部門」と「映画部門」の2部門で、30人のメンバーが存在した。歌部門は、さらに4人1組でグルーピングされていた。これらは、歌唱力やダンス表現力の高さの順に、R-1、R-2・・・とRで始まる連番名のチームになっていた。
なお、デビュー記者会見は、2010年5月2日に東京・お台場のデックス東京ビーチの特設ステージにて行われ、R-1の4人が、楽曲「GUILTY」（振り付けはパパイヤ鈴木）を披露した。
その後、諸事情によりCD発売前に解散。映画も発表されていない。